# Gema Sevillano Ordóñez
Gema Sevillano Ordóñez   (Aruba, 17 de juliol de 1972 - 13 de maig de 2019) va ser una nedadora i triatleta catalana paralímpica. Invident des dels setze mesos d'edat, va iniciar-se en la natació i va arribar a competir als Jocs Paralímpics de Seül 88 i Jocs Paralímpics de Barcelona 92 on va ser finalista de diverses proves. El 2012 va canviar la natació per l'atletisme i va obtenir una medalla de bronze en el Campionat Mundial de Duatló (2016), una segona plaça en el Campionat d'Espanya de Duatló (2016), i un tercer lloc en el Campionat d'Espanya de Triatló (2015).
Ha estat guardó dels valors humans i esportius de la Reial Federació Espanyola de Natació i de la Federació Catalana de Natació.
També va ser padrina del Consell de l'Esport Escolar de Barcelona per representar i difondre els valors de la integració i la inclusió en el món de l'esport.
Gema Sevillano va ser reconeguda en la Nit de l'Esport 2016 de l'Hospitalet per la seva trajectòria.